# Новонікольська сільська рада (Грачовський район)
Новоні́кольська сільська рада (рос. Новоникольский сельский совет) — сільське поселення у складі Грачовського району Оренбурзької області Росії.
Адміністративний центр — село Новонікольське.

## Населення
Населення — 510 осіб (2019; 660 в 2010, 872 у 2002).

## Склад
До складу сільської ради входять:
| Населений пункт      | Населення, осіб (2002) | Населення, осіб (2010) |
| -------------------- | ---------------------- | ---------------------- |
| Каликіно, селище     | 133                    | 102                    |
| Новонікольське, село | 445                    | 355                    |
| Покровка, село       | 294                    | 203                    |